# Бихалов Микола Іванович
Бихалов Микола Іванович (25.04.1942) - шахтарський поет, письменник. Пропрацював на шахті 25 років, "Ветеран праці". Проживає в місті Вугледар Донецької області.

## Біографія
Народився Микола Іванович 25 квітня 1942 року в селі Капустин Яр Астраханської області. В 1947 році у віці 5 років залишився круглим сиротою. Його бере на виховання рідний дядько - Грицков Дмитро. 1947-1948 роки, за згадкою самого автора, "були голодними роками", коли сім'я дядьки жила "голодно і весь час хотілося їсти".
В 1949 році Миколу Івановича забирає до себе рідний брат Василь, який на 16 років старший, і, який приїхав в Донецький край на два роки раніше – на відбудову повоєнного Донбасу.
В 1950 році пішов у школу в перший клас 8-річним хлопцем. Після закінчення школи вступив навчатися до Сталінського гірничого технікуму. В 1962 році був призваний на службу в армію. Після служби в армії 10 років працював бурильником та буровим майстром на Південному Уралі в георозвідці. 8 років працював на різних шахтах Донбасу. Одружений. Має трьох дітей.
На шахті «Південнодонбаська № 3», що знаходиться  поблизу міста Вугледар, він пропрацював з 1985 по 2002 р. – грозом, гірничим майстром, гірничомонтажником.
Підземний стаж шахтаря Миколи Бихалова – 25 років.

## Творчість
Микола Іванович свою творчість присвятив нелегкій праці шахтарів. У своїх віршах пише про мужність його друзів-шахтарів, про долі забійників та прохідників, про загиблих шахтарів, які ціною власного життя давали вугілля.
У шахтарських віршах Миколи Бихалова - всі шахтарі планети - його величезна сім’я, для них дім - Шахтарський край, «проходческий забой – отец родной, а мама - лава», «сыновья земли – друзья – товарищи шахтеры», «братишки». 
Протягом 1995-2007 років видає шість поетичних збірників шахтарських віршів:
1998 рік - "И вылез я из-под земли"
2000 рік - "Судьба моя шахтерская"
2002 рік - "Черная дыра"
2004 рік - "Под тревожной шахтерской звездой"
2006 рік - "На развалинах храма души"
2007 рік - "И вылез я из-под земли. Избранное"
З 2008 року по 2021 рік плідно працює. Майже кожний рік виходить по збірці його творів. Деякі він редагує та перевидає. В 2020-2021 роках виходять збірки присвячені родині та дружині.

## Нагороди
1.Нагороджений спеціальним дипломом конкурсу "Книга Донбасу" - 2009 за збірку шахтарської поезії "...И вылез я из-род земли" у номінації "Українська художня книга" 
2. Отримав грамоту учасника першої регіональної іміджевої програми «Кришталеве серце» (24.11.2011) в номінації "Моя висота"